# 庞南加兰

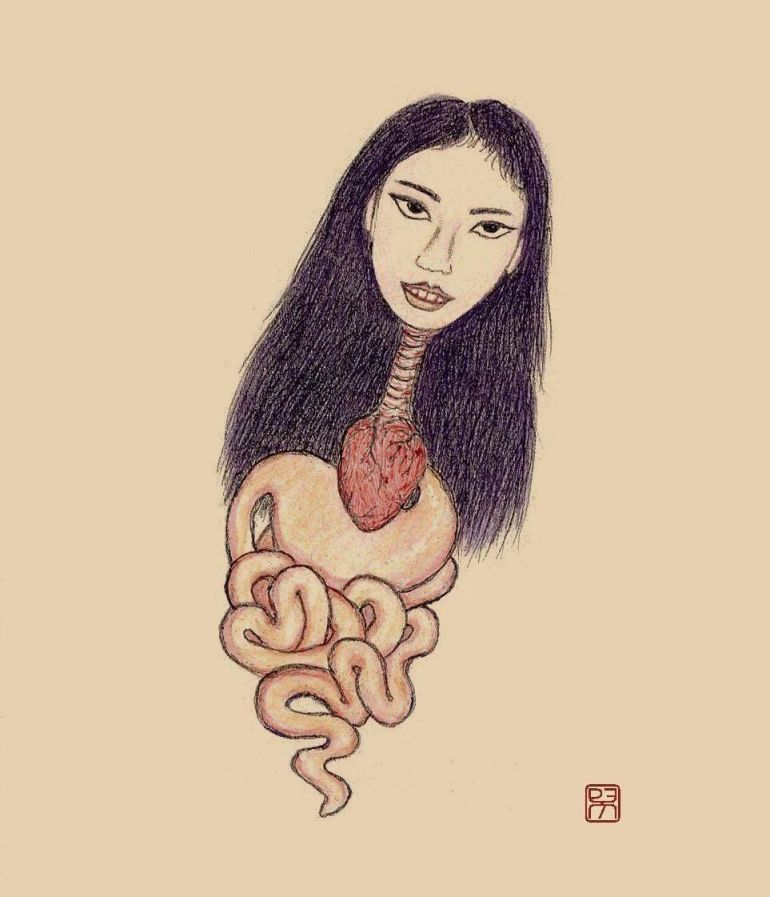
Penanggalan

庞南加兰（Penanggalan），是马来西亚传说的妖怪，据传可能是一位貌美的老妇或者年轻女子，通过经常施展黑魔法或者其他违反自然规律的方法获取美貌，在当地的民间传说裡，她通常被描述成本性黑暗的恶魔。她能分离出自己带有尖牙的头部，使之在夜间四处飞行寻找血源，主要是怀孕的女人。马来西亚人会在房子的门或窗的周围挂上蓟，希望以此吓走宾朗加朗，因为她会害怕自己的肠被尖刺挂住。其头顱會脫離，且脫離時連著肺、胃及腸等器官。主要以人類的鮮血及人肉為食。

## 参看
- 飞头蛮
- 龐蒂雅娜
- 尸头蛮
- 马纳南加尔